# Chen Lei
Chen Lei (chinesisch 陈磊, Pinyin Chén Lěi; * 28. Dezember 1984) ist ein ehemaliger chinesischer Eishockeyspieler, der bis 2017 bei China Dragon in der Asia League Ice Hockey unter Vertrag stand.

## Karriere
Chen Lei begann seine Karriere als Eishockeyspieler beim regionalen Team in Qiqihar, für das er seit 1999 in der Chinesischen Eishockeyliga antrat und mit dem er 2000, 2001, 2004 und 2006 Landesmeister wurde. Ab 2005 spielte er mit dem Team, das sich seit 2006 Changchun Fu'ao nannte in der Asia League Ice Hockey. Von 2008 bis 2017 stand er für China Dragon bzw. dessen Vorgänger China Sharks ebenfalls in der Asia League Ice Hockey auf dem Eis.

### International
Für China nahm Chen Lei im Juniorenbereich an der Asien-Division I der U18-Weltmeisterschaft 2000 sowie der Division III der U20-Weltmeisterschaft 2004 teil.
Im Seniorenbereich stand der Stürmer bei den Weltmeisterschaften 2006, 2009, 2010 und 2019, als er das Team aus dem Reich der Mitte als Kapitän auf das Eis führte und zum besten Spieler seiner Mannschaft gewählt wurde, in der Division II im Aufgebot Chinas. Bei der Weltmeisterschaft 2007 spielte er mit der Mannschaft aus dem Reich der Mitte in der Division I.

## Erfolge und Auszeichnungen
- 2000 Chinesischer Meister mit der Mannschaft aus Qiqihar
- 2001 Chinesischer Meister mit der Mannschaft aus Qiqihar
- 2004 Chinesischer Meister mit der Mannschaft aus Qiqihar
- 2004 Aufstieg in die Division II bei der U20-Weltmeisterschaft der Division III
- 2006 Chinesischer Meister mit der Mannschaft aus Qiqihar
- 2006 Aufstieg in die Division I bei der Weltmeisterschaft der Division II, Gruppe B

## Asia-League-Statistik
(Stand: Ende der Saison 2016/17)